# Albrecht Hohenzollern (1837–1906)

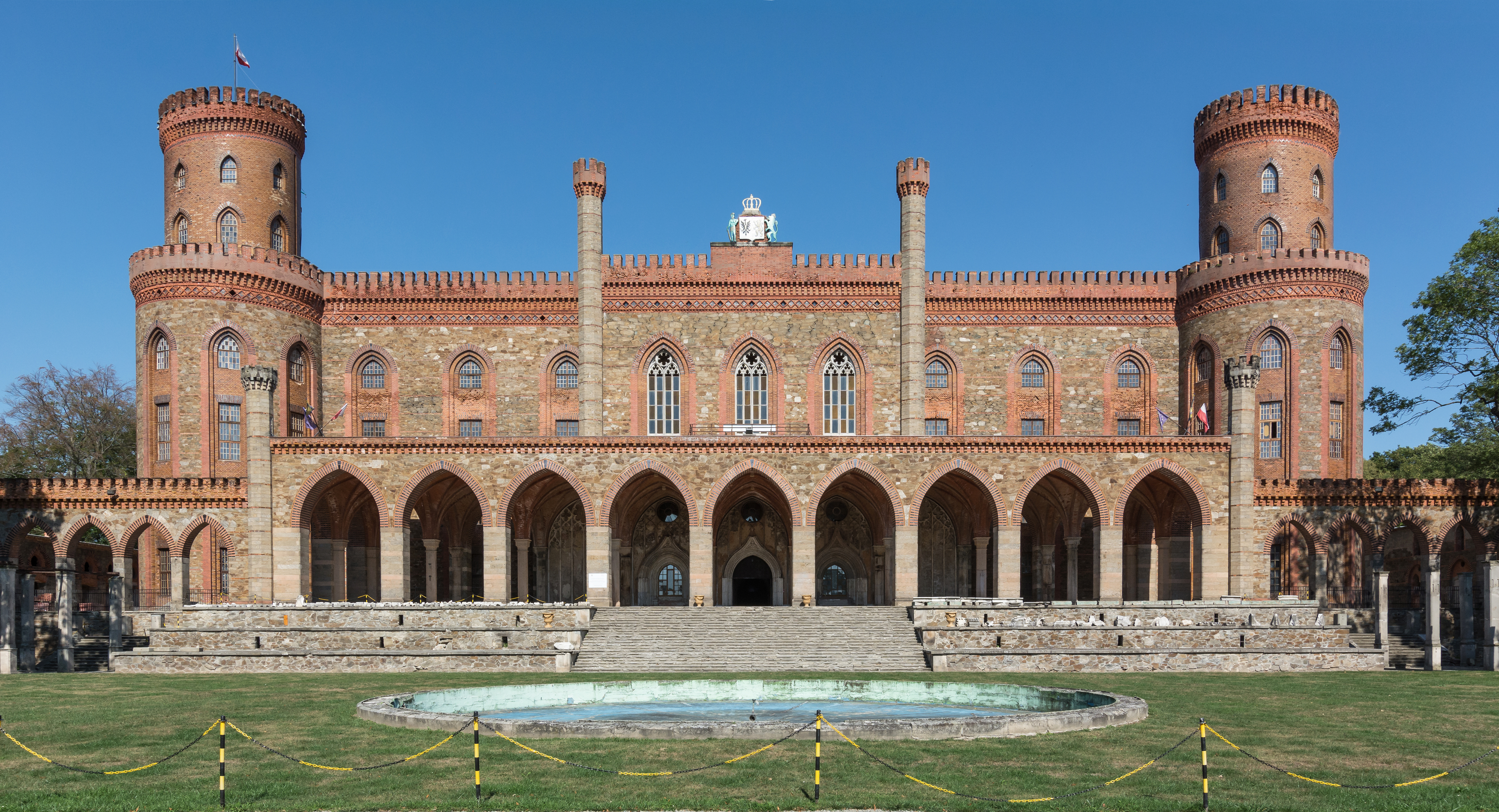
Pałac w Kamieńcu Ząbkowickim należący do Albrechta Hohenzollerna

Fryderyk Wilhelm Mikołaj Albrecht (ur. 8 maja 1837 w Berlinie, zm. 13 września 1906 w pałacu w Kamieńcu Ząbkowickim) – książę pruski z dynastii Hohenzollernów, feldmarszałek, Wielki komtur (niem. Herrenmeister) pruskiego zakonu joannitów od 1883, regent księstwa Brunszwiku od 1885.

## Życiorys
Albrecht był jedynym synem księcia pruskiego Albrechta Hohenzollerna (1809–1872) i niderlandzkiej królewny Marianny Orańskiej, bratankiem cesarza Wilhelma I. W wieku lat ośmiu stracił kontakt z matką, której po rozwodzie w 1845 zabroniono kontaktu z dziećmi.
Książę Albrecht ożenił się w 1873 z księżniczką Marią z Saksonii na Altenburgu (1854–1898), z którą miał trzech synów. Byli to:
- Fryderyk Henryk (1874–1940) (z jego śmiercią linia Albrechta wygasła po mieczu),
- Joachim Albrecht (1876–1939),
- Fryderyk Wilhelm (1880–1925).

Po śmierci żony wybudował mauzoleum rodzinne w Kamieńcu Ząbkowickim, w którym także został pochowany; pochowano tam również jego synów. W październiku 2018 otwarto zrewitalizowane mauzoleum w zespole pałacowym.

## Kariera wojskowa
Jak wszyscy męscy potomkowie pruskich Hohenzollernów dostał mundur i stopień porucznika w wieku lat 10. Mając 16 lat zaczął służbę w 1. Poczdamskim Pułku Gwardii Pieszej, po czym udał się na studia na uniwersytecie w Bonn. Po ukończeniu studiów otrzymał stopień rotmistrza w 1. Poczdamskim Pułku Dragonów Gwardii (1857). Szybko awansował, w 1862 był już pułkownikiem i dowódcą swego pułku dragonów poczdamskich.
Albrecht brał udział w pierwszych dwóch wojnach „bismarckowskich” jako generał-major. Zasłużył się szczególnie w bitwie pod Sadową (Königgrätz) jako dowódca brygady „kawalerii ciężkiej” (do brygady należał również batalion artylerii konnej). Za zasługi w wojnie z Austrią w 1866 otrzymał najwyższe pruskie odznaczenie wojskowe, order Pour le Mérite.
W czasie wojny z Francją w latach 1870–1871 książę Albrecht dowodził w stopniu generała-lejtnanta 2 Brygadą Kawalerii i brał udział m.in. w bitwach i potyczkach pod Bapaume i Saint-Quentin. Za zasługi w tej wojnie otrzymał Żelazny Krzyż I i II klasy i rzadkie odznaczenie, Liście Dębowe (Eichenlaub) do orderu Pour le Mérite.
Po zakończeniu wojny i wyborze stryja na cesarza niemieckiego Albrecht był od 1873 dowódcą X korpusu armii niemieckiej; w 1875 został pełnym generałem (General der Kavallerie), a w 1888 feldmarszałkiem i generalnym inspektorem kawalerii.

## Kariera polityczna
Od 1883 ks. Albrecht był Wielkim komturem (komandorem) pruskich joannitów; godność tę do dziś dnia piastują wyłącznie członkowie dynastii pruskiej. Był także honorowym rektorem uniwersytetu w Getyndze.
Po wygaśnięciu w 1884 lokalnej gałęzi Welfów ze śmiercią Wilhelma, także ostatniego księcia Oleśnicy, tron księstwa Brunszwiku-Lüneburga należał się Ernestowi Augustowi, księciu Cumberland z linii królów Hanoweru, ale że ten nie chciał uznać aneksji Hanoweru przez Prusy, Bismarck nie zgodził się na oddanie mu tronu brunszwickiego. 2 listopada 1885 stany księstwa Brunszwiku-Lüneburga wybrały Albrechta Hohenzollerna regentem tego niemieckiego państwa związkowego.

## Upamiętnienie
W 1865 nadworny ogrodnik z rezydencji w Kamieńcu Ząbkowickim, C. Braun ze skrzyżowania odmian Aporta (Cesarz Aleksander) i Reneta Baumanna wyhodował nową odmianę jabłek, którą nazwał Prinz Albrecht von Preussen (Albrechtsapfel). Jest to miejscowa, śląska odmiana, kiedyś bardzo popularna w regionie, nadająca się do uprawy na terenach podgórskich. Jabłoń „Książę Albrecht Pruski” została w 2006 wpisana na listę produktów tradycyjnych województwa opolskiego w kategorii „warzywa i owoce”.

## Odznaczenia
Do 1874:
- Order Orła Czarnego z Łańcuchem (Prusy)
- Order Wojskowy Pour le Mérite z Mieczami i Liśćmi Dębu (Prusy)
- Krzyż Wielki Orderu Orła Czerwonego z Mieczami i Liśćmi Dębu (Prusy)
- Order Królewski Korony I Klasy (Prusy)
- Order Królewski Hohenzollernów I Klasy z Mieczami na Wojennej Wstędze (Prusy)
- Krzyż Wielki Krzyża Żelaznego (Prusy)
- Złoty Krzyż Zasługi Wojskowej (Prusy)
- Order Świętego Jana Jerozolimskiego (Prusy)
- Order Książęcy Hohenzollernów I Klasy z Mieczami (Hohenzollern)
- Order Lwa Złotego (Hesja)
- Krzyż Wielki Orderu Alberta Niedźwiedzia (Anhalt)
- Order Wierności (Badenia)
- Komandor I Klasy Orderu Zasługi Wojskowej Karola Fryderyka (Badenia)
- Krzyż Wielki Orderu Lwa Zeryngeńskiego (Badenia)
- Order Świętego Huberta (Bawaria)
- Wielka Wstęga Orderu Leopolda (Belgia)
- Krzyż Wielki Orderu Krzyża Południa (Brazylia)
- Krzyż Wielki Orderu Ludwika (Hesja)
- Krzyż Zasługi Wojskowej (Hesja)
- Krzyż Wielki Orderu Świętego Ferdynanda (Sycylia)
- Medal Zasługi Wojskowej z Mieczami (Lippe)
- Krzyż Wielki Orderu Korony Wendyjskiej (Meklemburgia-Schwerin)
- Krzyż Zasługi Wojskowej I Klasy (Meklemburgia-Schwerin)
- Krzyż Zasługi Wojennej (Meklemburgia-Strelitz)
- Krzyż Wielki Orderu Wojskowego Wilhelma (Holandia)
- Krzyż Wielki Orderu Lwa Niderlandzkiego (Holandia)
- Krzyż Wielki Orderu Świętego Stefana (Austro-Węgry)
- Krzyż Zasługi Wojskowej z Dekoracją Wojenną (Austria)
- Krzyż Wielki Orderu Zasługi (Oldenburg)
- Order Świętego Andrzeja (Rosja)
- Order Świętego Aleksandra Newskiego (Rosja)
- Order Orła Białego (Rosja)
- Order Świętej Anny (Rosja)
- Order Świętego Stanisława (Rosja)
- Order Świętego Jerzego IV Klasy (Rosja)
- Krzyż Wielki Orderu Sokoła Białego z Mieczami (Weimar)
- Krzyż Wielki Orderu Ernestyńskiego (Saksonia)
- Krzyż Wielki Orderu Świętego Olafa (Norwegia)